# アポロの杯
『アポロの杯』（アポロのさかずき）は、三島由紀夫の旅行記・随筆。1951年（昭和26年）12月25日から翌1952年（昭和27年）5月8日までの約4か月半にわたる世界一周旅行の見聞録である。「航海日記」「北米紀行」「南米紀行―ブラジル」「欧州紀行」「旅の思ひ出」の5部から成る。横浜港から客船で出帆したこの旅は三島の初の海外旅行で、作家としての自分を高めるべき「自己改造」の契機となった渡航でもあり、三島の一つの転換点として位置づけられている。
なお、当時日本はGHQの占領下で、一般人の海外旅行は禁止だったため、三島は朝日新聞の特別通信員として渡航した。旅で体感した太陽、謝肉祭、美術、文化、遺跡は、26歳から27歳の三島に深い印象を残し、特にギリシャ体験は心のうちに潜在していたものを顕在化させ、小説『潮騒』誕生の動因や、その後の「肉体改造」（ボディビル）への伏線を形作った。またこの旅行記は、公的な歴史書からは知ることのできない、変転する歴史の一つの証言という意味合いも帯びている。

## 発表経過
1952年（昭和27年）に複数の文芸雑誌などに以下のように連載された。
- 『サンパウロ新聞』2月19日号 - 「小邑ヴィラサビノ」（のち「南米紀行―ブラジル」〈リンス〉）
- 未詳4月 - 「航海日記」
- 『群像』4月号 - 「あめりか日記」（のち「北米紀行」〈序曲、ハワイ、桑港、羅府、ニューヨーク、フロリダ、San Juan〉）
- 『新潮』5月号 - 「リオ・デ・ジャネイロ」（のち「南米紀行―ブラジル」〈リオ―転身―幼年時代の再現〉）
- 『中央公論』5月号 - 「サン・パウロの「鳩の町」―南米紀行」（のち「南米紀行―ブラジル」〈サン・パウロ、再びリオ・デ・ジャネイロ、謝肉祭〉）
- 『別冊文藝春秋』6月号（28号） - 「南米紀行」（のち「南米紀行―ブラジル」〈リンス〉）
- 『婦人公論』7月号 - 「憂鬱なヨーロッパ」（のち「欧州紀行」〈ジュネーヴにおける数時間、パリ―シルク・メドラノ、ロンドン及びギルドフォード〉）
- 『近代文学』8月号 - 「フォンテエヌブロオへのピクニック」（のち「欧州紀行」〈パリ―フォンテエヌブロオへのピクニック〉）
- 『芸術新潮』7月号 - 「希臘・羅馬紀行」（のち「欧州紀行」〈アテネ及びデルフィ、ローマ〉）
- 未詳7月 - 「旅の思ひ出」（書き下ろし）

以上をまとめた単行本『アポロの杯』は、1952年（昭和27年）10月5日に朝日新聞社より刊行された。その後、1954年（昭和29年）3月刊行の『三島由紀夫作品集6』再録にあたり、図版や三島が創作した詩劇アンティノウス「鷲ノ座――近代能楽集ノ内」と、それを改編した短編小説「アンティノウス」（未完の草稿）が付加された。
翻訳版は、イタリアのMaria Chiara Migliore訳（伊題：La coppa di Apollo）、中国の申非・林青化訳（中題：阿波羅之杯）で行われている。
なお、『アポロの杯』には収録されなかったが、同旅行の紀行エッセイには以下のようなものがある。
- 『羅府新報』2月9日号 - 「髭とロタサン」
- 『朝日新聞』3月5日号 - 「旧教安楽―サン・パウロにて」
- 『朝日新聞』3月29日号 - 「リオの謝肉祭」
- 『朝日新聞』5月4日号 - 「パリの芝居見物―パリにて」
- 『朝日新聞』5月22日号 - 「パリにほれず」
- 『週刊朝日』6月8日号 - 「遠視眼の旅人」

## 旅行出発まで

### 時代背景
三島由紀夫が世界旅行に出た1951年（昭和26年）は、9月に講和条約が調印されていたが、当時はまだ未発効で日本はGHQの占領下であったため、一般人の海外旅行は禁止されていた。三島は2、3年前の23、4歳頃から外国旅行に行きたいと考え、捕鯨船に乗り込んで南太平洋へ行こうと目論み新聞社の人間に頼んだり、人に勧められアメリカで開かれる「青年芸術会議」参加の面接試験を受けたこともあったが落ちていた。このように占領下での外遊の審査は難しく、よほどの伝手がなければ日本を離れることは不可能であった。
そんな折、三島は朝日新聞の出版局長だった嘉治隆一から、「ひとつ、ここらで外国を見て来ないか」と声をかけられ、その「願つてもない話」に乗った三島は、嘉治隆一の尽力により朝日新聞の特別通信員の資格で旅行許可を取ることができた。嘉治隆一は三島の父親・梓とは旧友であり、以前から三島とも親しい間柄であった。当時は旅行者の体格検査にも厳しかったため、三島は旅行前の12月中旬、聖路加病院で片足50回跳びをさせられたり、アメリカ大使館で窓口の二世にやたらと威張られ不愉快な思いをしながら手続き準備をした。出発の数日前には川端康成夫妻が三島宅にわざわざ足を運び、「壮途」を励ましにやって来た。

### 余分な感受性との訣別へ
三島は、『仮面の告白』（1949年）を書いたことと、この最初の世界旅行とで「私の遍歴時代」はほぼ終わったと位置づけており、それまでの10代から20代前半までの「自分が甘えてきた感覚的才能」から訣別し、「何としてでも、生きなければならぬ」という思いと、「明確な、理智的な、明るい古典主義への傾斜」が20代後半にあったと振り返っている。25歳の頃の三島は、自身を「へんな、ニヤニヤした二十五歳の老人」だと考え、しょっちゅう胃痛に悩まされ、自分の中の「化物のやうな巨大な感受性」への嫌悪が生まれていた。そしてそんな自分を打開し、新しい自分を発見したいという思いが募り、外国旅行に出たいと考えていた。当時の心境を三島は以下のように述べている。
三島はそれまで自分自身に強く向けられていた眼差しを外部世界へと開き、これから職業作家として高めるべき「自己改造」の契機として世界旅行を企図し、憧憬の地・ギリシャをハイライトとする旅に赴いた。古代ギリシャ人が「外面」を信じたこと、「精神」を発明したキリスト教文化よりも、古代ギリシャの「肉体と知性の均衡」に「美」の価値を置く文化は、「感受性」の磨滅を求めている三島の旅の目的と合致していた。

## 旅行日程
旅行の日程は1951年（昭和26年）12月25日から翌1952年（昭和27年）5月8日（10日に羽田空港到着）までで、ハワイ経由でアメリカに上陸、ブラジル、ヨーロッパへ飛び、フランス、イギリス、ギリシャ、イタリアを渡るコースであった。
- 出発当日12月25日、横浜港から客船プレジデント・ウィルソン号でハワイに向かう三島の出帆を、中村光夫、湯浅あつ子・板谷諒子姉妹、親しい編集者、近所の人、家族らが大桟橋に集まり見送る[13]。三島の船室は182号。クリスマス・ディナーに初めてタキシードを着て出る。船にはプールあり。
- 翌年1月1日にハワイのホノルルに到着し10時間滞在。船内で行われた仮装舞踏会に参加。1月6日にサンフランシスコに入港。8日まで滞在。9日はロサンゼルスのハンティントン美術館、リトル・トウキョウ、チャイナタウン（Chinatown, Los Angeles）へ行った後、飛行機でニューヨークに向かう。10日から20日までニューヨーク滞在。メトロポリタン歌劇場などでオペラやミュージカルを観劇。エンパイアステートビル、ニューヨーク近代美術館、ハーレムなどに行く。21日から24日までフロリダに滞在。25日にマイアミを発ち、プエルトリコの首府サン・フワンに到着。26日早朝にサン・フワンから飛行機でブラジルへ向かう。
- 1月27日にリオ・デ・ジャネイロに到着。2月4日まで滞在し、街の散策、海水浴や動物園に行く。5日から10日までサン・パウロに滞在。11日から16日までリンス郊外の元・東久邇宮子息・多羅間俊彦の農園に滞在。その後20日にリオに戻って29日まで滞在し、カーニバル（23日から26日）を見る。
- 3月2日、天候の加減で飛行機がジュネーヴに着陸。数時間をローヌ河の中の小島で過ごす。3日にパリに到着。当初1週間程度の滞在予定だったが、街頭の闇ドル買いに騙されトラベラーズチェックを詐取され有り金を全部無くし、4月18日まで滞在するはめになる。ホテルを引き払い、日本人経営の「ぼたんや」へ移動。そこに宿泊していた木下恵介を通じて黛敏郎や佐野繁次郎と知り合う[14]。19日にロンドンに到着し23日まで滞在。ギルドフォードに行く。
- 4月24日にアテネに到着し26日まで滞在。アクロポリス、パルテノン神殿、ゼウスの宮居、ディオニューソス劇場に行く。27日に周遊バスでデルフィの美術館へ行く。28日にアテネに戻る。30日にローマに到着し5月7日まで滞在。テルメのローマ国立博物館、ボルゲーゼ美術館、ヴァチカン美術館、コンセルヴァトーリ宮美術館、キャピトール美術館、ヴェネツィア美術館などに行く。5月7日にローマから帰国の途につき、10日に羽田空港に到着。

## 「アポロの杯」の由来
「アポロの杯」というタイトルは、ギリシャの星座の名前からとられたが、三島はこの星座について、野尻抱影から聞いた話として次のように説明している。
三島はローマのヴァチカン美術館で『ベルヴェデーレのアポロン』像を観たが、のち1959年（昭和34年）に大田区南馬込に新築した邸宅の庭にアポロ像を設置した。このアポロ像は三島がローマの名匠・ジョヴァンニ・アルディニに作成依頼したもので、その足下には黄道12宮の大理石のモザイクが埋め込まれている。

## 見聞録のあらまし

### 航海日記
客船プレジデント・ウィルソン号内での生活の様子や、食卓係の明るい老ボオイのことなどが綴られている。ヴァレリー、ワイルド、ジイドが感受性から脱出し「ダンディー」を持ったことや、不感不動を以てダンディーの定義をしたボードレールに思いを馳せながら、「自分の文体から感じやすい部分を駆逐」すること、自分の生活に「感じやすさ」から加えられている「さまざまな剰余物」や「こつてりとかけられたホワイト・ソースの如きもの」を取り去ろうと試みたことを考察している。初めての晴天の日、すばらしい景色と「太陽」の下、デッキチェアに寝転んで日光浴を楽しむ様子が綴られている。

### 北米紀行
（序曲）では、客船で知り合い、ハワイまで同行した60歳近い日系移民一世の女性から聞いた話が綴られている。彼女は40年前に仙台からカリフォルニア州に移民し、4度目の日本帰郷（日本の見納め）から住まいのあるロサンゼルスに戻る途上で、三島に太平洋戦争中のアメリカ抑留生活の思い出話をした。
（ハワイ）では、「未開と物質文明とのいかにも巧みな融合」のハワイの鮮やかな「天然色」的な魚や花、服飾や風景を、「広告画家の絵具」で描かれたようだと表現し、観光地ホノルルの「何か用意周到な野趣といふやうなもの」の雰囲気を伝えながら、ユーモラスに締めくくっている。
（桑港）では、サンフランシスコの日本人経営の粗末なホテルで食べた不味い日本料理（顔いろのわるい刺身、がさつな給仕、一膳宿屋の雰囲気、粗悪な味噌汁、日本では下等な宿でしか使わない均一物の食器）からしみじみ感じたみじめな哀感や、サンフランシスコ湾の風景が綴られている。
（羅府）では、ロスアンゼルスのハンティントン美術館で、ルイ王朝のフランス工芸品（白粉筥、メダイヨン）を観て、「楕円形の肖像画」の中の人々へ思いを馳せている。
（ニューヨーク）では、エンパイアステートビルやラジオシティ・ミュージックホールを案内した社会主義者のクルーガア女史（37、8歳）とのユーモラスな交流や、メトロポリタン歌劇場で観たオペラ『サロメ』やミュージカル『南太平洋』『コール・ミー・マダム』についての劇評、ニューヨーク近代美術館で観たピカソの『ゲルニカ』の「苦痛の静けさ」の感想を綴っている。また、ハーレムの酒場での黒人たちの「悪徳の健康な精髄の如きもの」「皮膚の黒さが白人の心に投影するあのふしぎなもの、醜さや罪悪や悖徳や無智の印象の或る輝やかしい精髄」を観察している。三島は「紐育の印象――」と書いて改行し、「などといふものはありえない。一言にして言へば、五百年後の東京のやうなものであらう」と記している。そう綴った1952年（昭和27年）1月、東京にはまだ空襲の焼け跡やバラックが残っていた。また、オペラ『サロメ』の演出についての感想や、「日本でこれを上演しようとする人の参考」の箇条は、のち1960年（昭和35年）4月の文学座公演『サロメ』の三島自身の演出に生かされる。
（フロリダ）では、インディアン部落で若いインディアンが家の前でコカコーラを売っているのを見たり、ネイプルズ沖の美しいマングローブや風景、釣りで「キング・フィッシュ」を漁ったことが綴られている。
（San Juan）では、プエルトリコの首府サン・フワンの街角に佇む若者やキャフェテリアの酔客やウエイトレスの様子が綴られている。

### 南米紀行―ブラジル
（リオ―転身―幼年時代の再現）では、リオ・デ・ジャネイロに到着した感動や、リオの街の散策中に感じた既視感や悲哀、幼年時代を思い起こさせる郷愁、リオのカーニバルの練習をする人々や、街路の人々の様子、海水浴や動物園のことが綴られている。
（サン・パウロ）では、古い軒並の窓の中に見られる人々の眺めを観察し、「窓のなかは舞台に似てゐる」と考えながら散策している。サンパウロでの体験は、のちに小説『不満な女たち』（1953年）の創作に生かされる。
（リンス）では、元・東久邇宮子息で、学習院時代の友人・多羅間俊彦の営む牧場やコーヒー農園の雲の風景や、小邑ヴィラサビノの村の素朴な様子、多羅間家の庭で見た白蟻の巣や葉切蟻・蛍・蜂雀・駝鳥などの観察、馬に乗って廻った牧場と珈琲園や付近の慰霊碑（開拓時代に土地や女の争いから殺された人の名が彫られている）の風景を綴っている。高い「白蟻の巣」を見たことは、のちに戯曲『白蟻の巣』（1955年）創作のヒントとなる。
（再びリオ・デ・ジャネイロ）では、カーニバル前日の街の様子が綴られている。
（謝肉祭）では、カーニバルの喧騒や昂奮の様子が詳細に描写されている。三島自身もナイトクラブ「ハイライフ」やヨットクラブの舞踏会で踊り明かし、その店の人々の様子、カーニバルの終わった翌日のリオの街の様子が綴られている。

### 欧州紀行
（ジュネーヴにおける数時間）では、チューリッヒ経由でパリへ向かう飛行機が天候の加減でジュネーヴに止まり、肌寒い街やジュネーヴ湖にそそぐローヌ河の中の小島・イル・ド・ルソオで見た白鳥などの風景が綴られている。
（パリ）では、メドラノの曲馬の曲芸師の危険な技を見ながら「肉体と精神」の極限状態について考察している。また、在外事務所のS氏家族とフォンテエヌブロオへ春のピクニックに行き、そこで見た巨石を見て「日本の庭のやうである」と観察している。

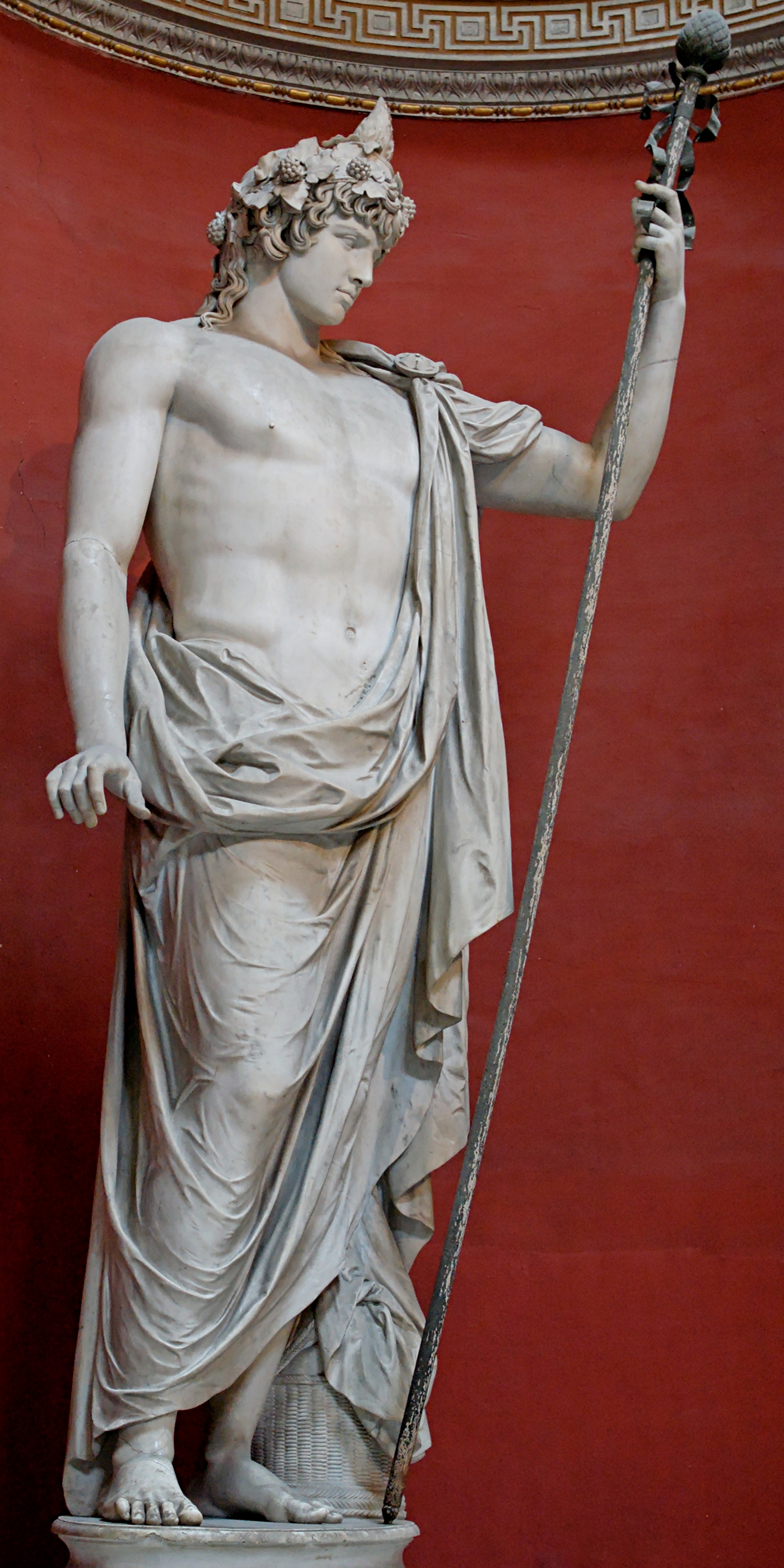
バチカン美術館のアンティノウス像

（ロンドン及びギルドフォード）では、パリで木下恵介、黛敏郎と一緒に観たレハールのオペラ『微笑の国』のことや、ロンドンの劇場で『ビリー・バッド』『からさわぎ』を観たこと、朝日新聞社の椎野と行ったギルドフォードの町の様子が綴られている。
（アテネ及びデルフィ）では、「眷恋の地」ギリシャに到着した感動や喜びを記している。「空の絶妙の青さは廃墟にとつて必須のものである」とギリシャの青空を愛でながら、訪れたアクロポリス、パルテノン神殿、ゼウスの宮居、ディオニューソス劇場を詳細に描写し、ギリシャ建築や竜安寺の美意識について考察したり、デルフィに向かう周遊バスの道中の様子や、美術館で観た馭者像との邂逅の感動、アポロ神殿の眺めが詳細に綴られている。
（ローマ）では、コロセウムや、テルメのローマ国立博物館で観た『ウェヌス・ゲニトリクス』（母のヴィーナス）『踊り子像』『ニオベの娘』『シレーネのヴィーナス』、ボルゲーゼ美術館で観たティツィアーノの絵画や、夜オペラ座で聴いたヴェルディのオペラ『リゴレット』のことなどが綴られている。また、ヴァチカン美術館で観た二つの「アンティノウス像」（胸像と立像）に感動し、アンティノウスの逸話に思いを馳せている。コンセルヴァトーリ宮美術館ではスピナリオの『棘の刺さった少年』を絶賛し、キャピトール美術館では『戦士像』、ヴェネツィア美術館では、グイド・レーニ『聖セバスチャン』などを寸評している。ローマを発つ日に再びヴァチカン美術館に赴き、「アンティノウス」に別れを告げ、ギリシャ彫刻について考察している。三島が創作した詩劇アンティノウス「鷲ノ座――近代能楽集ノ内」、短編小説「アンティノウス」（未完の草稿）も付記されている。

### 旅の思ひ出
旅行から日本に帰って2か月後に書いた随筆。旅先の世界各地の新鮮な感動は、すべて10日以内のことで、それ以上過ぎてしまうと倦んでしまい、初めてその土地へ着いた時よりも、「数百倍の違和感と決心」を必要とすると三島は綴っている。そして三島は日本に帰国し、「私は、私自身の環境である日本とその風土を、宿命と考へることから癒された」、「私の環境は、私の決心なのである」と述べている。しかし2か月経つと、突然旅情に襲われて、コパカバーナ海岸の日没を思い、「私はまた海を見たい」とも綴り、2週間以内に海辺の宿に仕事場を移すだろうと締めくくっている。

## 旅の影響

### 太陽との出会い
ハワイに向かう船のデッキで三島は「太陽」と出会い、「太陽！ 太陽！ 完全な太陽！」と歌うように書いているが、この時の心境について次のように語っている。
この「太陽」との出会いや印象が、「太陽」と親しむ最初のきっかけとなり、後年の随筆『太陽と鉄』にまで繋がってゆくことになる。三島と「太陽」との最初の無意識の出会いは、1945年（昭和45年）の敗戦の夏の「苛烈な太陽」だったが、その夏の光は、しんしんと万物の上に振りそそぎ、戦争が終わっても少しも変わらずにそこにある緑濃い草木は、その白昼の容赦ない光に照らし出されて「一つの明晰な幻影」として微風にそよいでいたという。三島はそれ以来、「太陽」は「死のイメージ」と離れることがなかった。
そして、この世界旅行での二度目の「太陽」との出会いにより「和解の握手」をし、爾来「太陽」と手を切ることができなくなった三島は、その「太陽」について次のように述べている。

### リオでの既視感
リオのカーニバルの季節にブラジルを訪れた三島は、熱帯の光に酔い、「はげしい青空」の下の椰子の並木を見るだけで、「久しく探し求めてゐた故郷へかへつたやうな気がした」思いを抱いた。そして、リオの古い住宅地の街路の、「ねむの並木のおとす影のほかに、寂然と真夏の日光が充ちてゐるばかりで、人の姿がなかつた」という風景を見て、突然夢の中の記憶のような不思議な既視感を覚える。その美しい静寂を極めた都会の風景は、三島の幼年時代の真夏の寝苦しい夜の夢を思い出させ、「痛切な悲哀の念」に襲われ、リオの市内電車や子供たちの風景に郷愁的な感慨を抱く。三島は「夢の中の記憶」と「現実の記憶」について、荘子の「胡蝶」の譬えや、謡曲『邯鄲』を思い浮かべながら次のように語っている。
このリオでの夢のような記憶は、三島の中でふだんは折り畳まれてしまわれている「荒野」を思い起こさせ、三島文学に一貫して通じている主題「芸術＝詩（現実が許容しない詩）」と共通していると佐藤秀明は考察し、佐伯彰一は、このリオの「神秘的な顕現（エピファニイ）の体験、常識的な時空の制約と限界が一息に突破されてしまう神秘の瞬間」が、のちの『豊饒の海』のテーマとなる輪廻転生や、「転身へ憧憬」を先取りするものだと指摘している。

### 眷恋の地・ギリシャ
トラベラーズチェック盗難に遭ったパリや、ロンドンのあっさりした記述に比べ、「眷恋の地」ギリシャにやって来た三島は、「終日ただ酔ふがごとき心地」で遺跡や廃墟を廻り、パルテノン神殿をはじめとする遺跡の美に打たれるとともに、それらの背景をなす「青空」に引きつけられ、「今日も絶妙の青空、絶妙の風、夥しい光。……さうだ、希臘の日光は温和の度をこえて、あまりに露はで、あまりに夥しい。私はかういふ光りと風を心から愛する」と、ギリシャの日光への「愛」を記している。そして、古代ギリシャの思想に自身の「古典主義的傾向の帰結」を見出した三島は、その時の心境を次のように語っている。

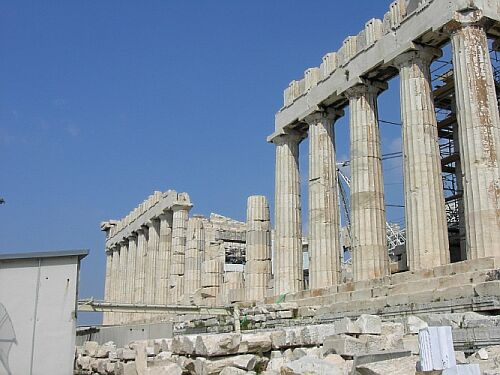
パルテノン神殿南側の情景

そしてこの昂奮の気持ちの続きで、翌年1953年（昭和28年）に三重県の神島で執筆した作品が、古代ギリシアの物語『ダフニスとクロエ』を下敷きにした小説『潮騒』である。この『潮騒』の「通俗的成功」と「通俗的な受け入れられ方」は、その後の三島に「冷水」を浴びせる結果となり、だんだんとギリシャ熱が冷めるきっかけにもなったというが、このギリシャ体験と、前述の「太陽」との出会いは、その後の三島の「肉体改造」（ボディビル）への伏線を形作り、〈肉体と精神の照応〉〈肉体の古典的形姿〉〈文武両道〉は終生目指され、「現実・肉体・行為」がシノニムというテーマに発展すると田坂昮は指摘している。

### ギリシャで見つけた日本
三島は、ギリシャのアテネとパリを対比し、「私が巴里をきらひ、印象派を好まないのは、その温和な適度の日光に拠る」と記しており、ギリシャは三島にとって西洋文明の源流でありながらも、ブラジルの日光の苛烈さと重ねられるように、むしろ「非西洋的世界」として印象づけられ、ギリシャで見聞するものから、しばしば日本の文化や生活を連想している様子が散見される。例えば、ゼウスの宮居に残された柱の並び方が、2本と13本という不均衡な群れをなしていることから、「この二つの部分の対比が、非左右相称の美の限りを尽くしてをり、私ははからずも竜安寺の石庭の配置を思ひ出した」という印象を抱き、日本人の美意識について次のように語っている。
三島は、「巴里で私は左右相称に疲れ果てた」とし、パリでは建築も政治も文学も音楽も、フランス人の愛する「節度と方法論的意識性」がいたるところで「左右相称」を誇示し、その「節度の過剰」が旅行者の心を重たくすると考察している。そして、そのフランス文化の「方法」の師であったギリシャを、「今、われわれの目の前に、この残酷な青空の下に、廃墟の姿を横たへてゐる」と表現し、そこでは、「建築家の方法と意識」は形を変えられ、旅行者はただ「廃墟としての美」をそこに見出すと断想しながら、ギリシャ人の考え出した「美」の方法は、「生を再編成」「自然を再組織」することだが、廃墟は、偶然にもギリシャ人の考えてような「不死の美」を、「希臘人自身のこの絆しめから解放した」と論考している。
そして三島は、「絆しめをのがれた生が、神々の不死の見えざる肉体を獲て、羽搏いてゐるさま」が、アクロポリスの青空に見えるとし、廃墟の大理石のあいだから、真紅の罌粟が花咲き、野性の麦が風になびいている様を記している。この三島の願望に染められた「ギリシャと日本の重なり」には、三島の古代ギリシャへの憧憬が、三島自身の生活圏である日本にその世界を引き寄せていた面も強いが、こうした連想や想像力が様々な三島の文学作品を生み出す創作の原動力となったと柴田勝二は指摘している。

## 作品評価・研究
佐伯彰一は、「時代がついた」旅行記は思わぬ味が出て面白く値打ちがあり、時に書き手の無智や偏見がある旅行記もあるが、鬼才・三島の『アポロの杯』にはそういった「鈍感」や「不用意」は見られず、筆致のはしばしまで「若々しい才気と気負い」が匂い立ち、その記述は滑らかに進行して、旅行の結末には、「ほとんどオペラか芝居の終幕のような、ドラマチックな緊張、また花やいだもり上り」が漂っていると評している。そして、仕組まれた団体旅行とは違い、小説家らしく旅程プランの一切を三島の好みと関心によって組み立てた「ほとんど孤独なひとり旅」は時代の流行とは無縁だが、時を経ると、その「時代色」や「歴史的背景」の方に感慨をそそられると佐伯は述べ、三島が船で最初に太平洋を渡ったという時代的背景、その船旅により三島が〈太陽〉に親しむきっかけとなり、後年にまで影響を及ぼしたことを、「時代の生み出す偶然のいたずらというものは面白い」と考察している。
また、三島が船旅で知り合った日系移民一世の老女の話が、「北米紀行」の冒頭に据えられているのも敗戦後まだ6年という時代を忍ばせ、「注目すべき因縁」だと佐伯は述べ、その挿話の部分を引用しながら、こういった公的な歴史からは無視され忘却されてしまうような細部が「移民一世の心情の一面」を浮かばせていることが興味深いだけでなく、その老女が語った戦争中の抑留生活の挿話を、三島が「北米紀行」の「序曲」として書きとめておこうとした、その気持ちも、今では「一つの歴史の証言」というのに近いと解説している。
佐伯は、三島がさりげなく文末で、その日系移民の老女が今ではテレヴィジョンを持ち、独立して手許を離れた息子の代りに、5歳のポメラニアンを愛していることを付記して、特に老女が「アメリカ嫌い」や「反米主義者」だということではないことを示唆している点も加味しつつ、戦争当時の愛国的な昂奮も今では遠い話にすぎないが、「こうした変転の無数の実例をうちに含みこんだまま滔々と流れてゆくのが、時間であり、歴史というものだ」ということを改めて、この挿話から納得させられると論考している。
また、ハワイの自然から服装まで一せいの原色調を〈天然色広告写真〉と重ねて〈ワイルドの理論〉を借り、正面切って説明する三島の印象記について佐伯は、現在のようにハワイ旅行が日本人にとり大衆化してしまえば、こうした議論自体がすでに「歴史に一部」に見えるが、「さすがに炯眼にして先見に富む」三島の洒脱なところは最後のオチだと佐伯は指摘し、三島が、ハワイで一番印象的で〈凡庸であればあるほど一層尽きない詩情〉を味わわせてくれた景色を、〈私の今乗つて来た巨船が碇泊してゐるさまを、町の一角から眺めた風景〉だとし、それを眺めているうちにどこかで見た風景だと思い出して、実は汽船会社発行のパンフレットの〈天然色写真の図柄〉そっくりだったというオチの「セルフ・パロディ」とでもいう「批評的な機知」のユーモラスを挙げて、こういうものは「わが国の作品ではめったにお目にかかれない」と解説している。そして三島の「喜劇的センス」や「パロディの才能」、「機知ゆたかで、廻転の早いブリリアントな語り手」であった一面が、「一層ナマな動きとかたちにふれ得る」ところにこの古い旅行記『アポロの杯』の功徳があると評価している。
佐藤秀明は、三島がサンフランシスコの日本人経営の粗末なホテルで不味い日本料理を食べさせられ、〈ここでは日本といふ概念が殊のほかみじめなので、まるでわれわれは祖国の情けない記憶だけを強ひられてゐるやうな気持〉になり、身をかがめて不味い味噌汁を啜りながら、〈私は身をかがめて日本のうす汚れた陋習を犬のやうに啜つてゐる自分を感じた〉と表現していることについて、その時その地サンフランシスコでの講和条約の締結が、三島が訪れたつい4か月前だったことに着目し、「日本からの旅行者は、敗戦国民としての屈辱と貧しさゆえのみじめな気持ち、いやがうえにも感じざるをえない」と説明している。そして、三島がみじめな気持ちで啜った不味い味噌汁の味は、食文化として外国に浸透したのでもなく、経済力を背景に高圧的に上陸したのでもない「複雑な負の意味」をもってしまったものとして、何度も言葉を換えて表現していると解説している。
柴田勝二は、『アポロの杯』から垣間見える「非西洋的世界」を重ねる三島の意識に着目し、三島の世界旅行の動機は自身の過剰な感受性を靴を穿き減らすように使い果たし、感受性の依存から脱却し、作家としての足場を固めることであったが、結果的には4か月半に及ぶ諸外国での見聞体験が、「三島の意識をあらためて〈日本〉に振り返らせる端緒になった」とし、「それは単に異質な風土や文化に触れることが、自国のそれを再評価する眼差しをもたらしたというだけではない。濫費すべき感受性の捉えたものが、間接的な形で三島に〈日本〉の起点的な在り処を喚起することになったのである」と解説している。

## おもな刊行本
- 『アポロの杯』（朝日新聞社、1952年10月5日）  NCID BA37889384
  - 181頁
  - 収録作品：「航海日記」、「北米紀行」（序曲、ハワイ、桑港、羅府、ニューヨーク、フロリダ、San Juan）、「南米紀行―ブラジル」（リオ―転身―幼年時代の再現、サン・パウロ、リンス、再びリオ・デ・ジャネイロ、謝肉祭）、「欧州紀行」（ジュネーヴにおける数時間、パリ、ロンドン及びギルドフォード、アテネ及びデルフィ、ローマ）、「旅の思ひ出」
- 文庫版『アポロの杯』（新潮文庫、1982年9月25日） 
  - カバー装幀：荒川修作。解説：佐伯彰一
  - 収録作品：「アポロの杯」「沢村宗十郎について」「雨月物語について」「オスカア・ワイルド論」「陶酔について」「心中論」「十八歳と三十四歳の肖像画」「存在しないものの美学――「新古今集」珍解」「北一輝論――「日本改造法案大綱」を中心として」「小説とは何か」
- 『三島由紀夫文学論集 II』虫明亜呂無編（講談社文芸文庫、2006年5月10日）
  - 装幀：菊地信義。解説：橋本治「肉体と身体と実体等について」
  - 収録作品：「裸体と衣裳」「アポロの杯――パリ」「ジョルジュ・バタイユ『エロチシズム』」「陶酔について」「個性の鍛錬場」「ナルシシズム論」「『純文学とは？』その他」「余暇善用」「私の遍歴時代」

### 全集収録
- 『三島由紀夫全集26巻（評論II）』（新潮社、1975年6月25日）
  - 装幀：杉山寧。四六判。背革紙継ぎ装。貼函。
  - 月報：瀬戸内晴美「十日の菊」。《評伝・三島由紀夫26》佐伯彰一「三島由紀夫以前（その2）」。《三島由紀夫論1》田中美代子「三島由紀夫論の試み」。
  - 収録作品：昭和27年4月から昭和30年5月の評論123篇。
  - ※ 同一内容で豪華限定版（装幀：杉山寧。総革装。天金。緑革貼函。段ボール夫婦外函。A5変型版。本文2色刷）が1,000部あり。
- 『決定版 三島由紀夫全集27巻・評論2』（新潮社、2003年2月10日）
  - 装幀：新潮社装幀室。装画：柄澤齊。四六判。貼函。布クロス装。丸背。箔押し2色。
  - 月報：小田実「三島由紀夫との接点」。犬塚潔「三島由紀夫コレクション」。［思想の航海術2］田中美代子「鏡のなか――守護神ラディゲ」
  - 収録作品：昭和23年1月から昭和27年12月まで（連載物は初回が）の評論166篇。「相聞歌の源流」「重症者の兇器」「反時代的な芸術家」「川端康成の一方法――『作品』について」「オスカア・ワイルド論」「批評家に小説がわかるか」「アポロの杯」ほか